# あたりとしおのアブレイズ・ユー〜輝くキミたちに
あたりとしおのアブレイズ・ユー～輝くキミたちに（あたりとしおのアブレイズユーかがやくキミたちに）は、2007年4月1日から2010年3月28日までミュージックバードで放送されていた番組。放送時間は、毎週日曜日の21:00-22:00（2008年3月30日までは、22:00-23:55だった）（JST）。また、一部のコミュニティ放送局でもネットされていた。『あたりとしおのちょー、GENKI』の後継番組である。

## 概要
あたりとしおをパーソナリティとして、トークを繰り広げていく。

## 出演者
- あたりとしお
- 窪田友紀子
- 赤石智

## タイムテーブル

### 2008年
- 21:00-21:30 オープニング・リスナーメッセージ
- 21:30-21:40 窪田友紀子のアニソンソラソン
- 21:40-21:55 リスナーメッセージ
- 21:55-22:00 エンディング

### 2007年7月
- 22:00-22:03 オープニング
- 22:03-22:30 音楽・トーク
- 22:30-22:45 コーナー
  - 「ユキの 君たちみんなイカしちゃう」
  - 「窪田友紀子のアニソンソラソン」
- 22:45-23:30 音楽・リスナーメッセージ
- 23:30-23:40「はっくちゅあるあるあるあるあるCD大辞典」
- 23:40-23:50リスナーメッセージ
- 23:50-23:55 エンディング

## コーナー
- ユキの 君たちみんなイカしちゃう

窪田友紀子によるお色気ラジオドラマ。
- 窪田友紀子のアニソンソラソン

窪田友紀子の特技「アニメソングをそらで歌う。」を披露する。
- はっくちゅあるあるあるあるあるCD大辞典

リスナー及びパーソナリティのおすすめCDを紹介。

### 過去のコーナー
- アブレイズ・ユー あたリブ大賞

赤石智と窪田友紀子のラジオドラマの続きをリスナーに考えてもらう。毎回大賞を決め、月末に大賞をとった人だけでグランドチャンピオン大会を開く。No.1に選ばれると、5000円分の音楽ギフト券または図書カードがプレゼントされる。